# Бак-Крик (приток Кайамиши)
Бак-Крик (англ. Buck Creek) — река, протекающая в округах Питсберг, Атока и Пушматаха штата Оклахома, США. Она течёт преимущественно на юг от своих истоков в западных горах Кайамиши до места слияния с рекой Кайамиши.

## География
Река берёт начало в южной части округа Питсберг (англ. Pittsburg) и течет на юго-запад в долину Мак-Ги (англ. McGee) в округе Атока. Повернув на восток, она проходит мимо горы Бак-Крик и затем направляется на юг, входя в округ Пушматаха. Река прорезает несколько водных проёмов: сначала, между 312-метровой горой Уайт-Рок (англ. White Rock) и горой Хорсхед (англ. Horsehead), затем между Уайт-Рок и Биг-Маунтин (англ. Big Mountain), и, наконец, между горой Паркер (англ. Parker Mountain) и Литл-Маунтин (англ. Little Mountain), перед слиянием с рекой Кайамиши на высоте 140 м. 
Ручей питается от источников на протяжении всей своей длины, что обеспечивает стабильный поток воды круглый год. Большую часть своего пути протекает через узкую, круто обрывистую и извилистую долину. Из-за многочисленных оврагов и мелких ручьев, питающих его, река быстро поднимается во время сильных дождей. Его основные притоки — Кимбро-Крик, Литл-Кимбро-Крик и Хорсхед-Крик. Вдоль некоторых участков долины реки можно встретить впечатляющие скальные образования, многие из которых имеют размер, сопоставимый с домами или зданиями.

## История
Река сыграла свою роль в Гражданской войне как лагерь для конфедеративных войск генерала Дугласа Х. Купера, расположенный в 32 километрах к юго-западу от Форта-Смита, во время инцидента, известного как «Стычка Марстона». В августе 1864 года Купер отослал капитана Б. У. Марстона, исполняющего обязанности адъютанта-генерала, с капитаном Самуэлем Х. Гантером из черокийских войск Стэнда Уэйти и четырьмя другими людьми для переправы через реку Арканзас с целью разведки федеральных сил на севере реки. Мужчины переплыли реку, захватив федеральное оружие, лошадей и деньги. Затем они снова переплыли реку Арканзас и вернулись в лагерь Купера.
В годы после 1880-х годов, когда регион стал доступен для застройки с приходом железной дороги Сент-Луис — Сан-Франциско (St. Louis-San Francisco Railway), чьи пути пересекали реку Бак у его впадения в реку Кайамиши, долина ручья стала маршрутом в горы и использовалась лесозаготовителями. Обширные вырубки происходили по всему бассейну ручья, а лесоматериалы доставлялись на железную дорогу через железнодорожную трамвайную линию, построенную вдоль долины ручья. Наводнения сильно повредили трамвай, и в конечном итоге его закрыли.
До строительства шоссе штата Оклахома 2, которое перебросило мост через ручей, Бак являлся серьезным препятствием для сухопутного транспорта в долине реки Кайамиши. Использовался мелководный брод, однако он был ненадёжным и небезопасным из-за частых наводнений и других периодов высоких вод.

## Дамбы
Совет по водным ресурсам Оклахомы ранее рассматривал возможность строительства дамбы для контроля наводнений на реке Бак-Крик, однако эти планы в настоящее время не находятся в активной проработке, особенно после строительства дамб на реке Джэкс-Форк для озера Сардис и нижней части реки Кайамиши (озеро Хьюго). В последние годы Корпус инженеров армии США изучал идею строительства дамб на нескольких притоках реки ниже озера Сардис — Бак-Крик, Тен-Майл-Крик, Пайн-Крик и Сидар-Крик — с целью улучшения регулирования и восстановления состояния реки и её температуры. Однако в связи с финансовыми ограничениями и изменившимся общественным мнением, которое больше не поддерживает строительство дамб, никаких дальнейших действий не ожидается.

## Связанные статьи
- Список рек Оклахомы